# Błonia
Le parc de Błonia est un espace vert de 48 hectares adjacent au centre historique de Cracovie, en Pologne.
L'histoire du parc commence en 1162, lorsqu'un noble Jaksa z Miechowa – fondateur de la branche polonaise de l'ordre canonial régulier du Saint-Sépulcre – fait don du terrain situé entre Zwierzyniec et Łobzów aux Sœurs Norbertines. Pour les deux siècles suivants, le pré appartient aux Sœurs, qui l'échangent aux autorités de la ville en 1366 contre un manoir de la rue Florianska. Il est alors utilisé comme pâturage pour les troupeaux des villages voisins.

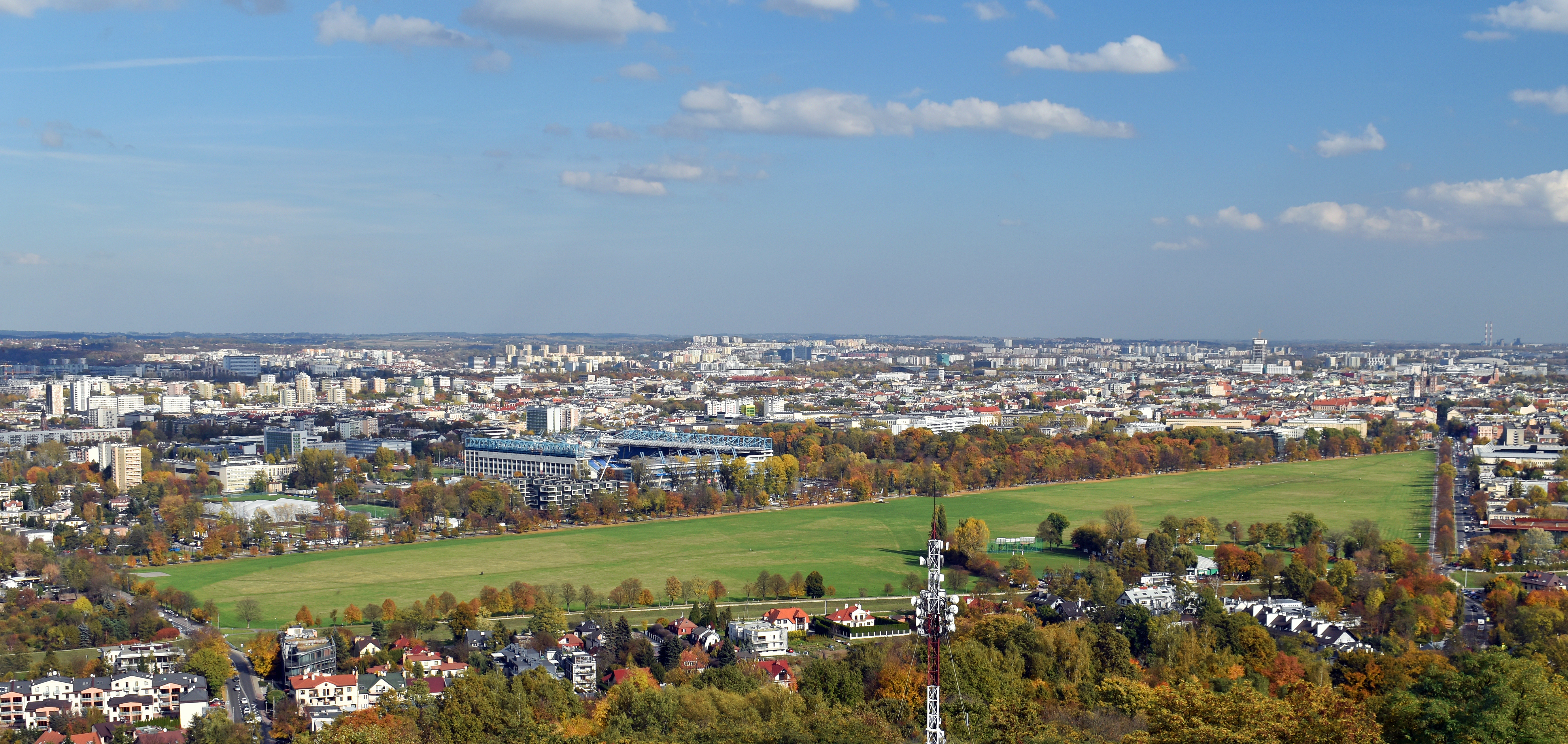
le parc de Błonia vu depuis la colline de Kościuszko

Jusqu'au XIXe siècle, Błonia a été négligé et souvent inondé par la Rudawa au printemps, ce qui le transformait en marécage avec de petites îles et a probablement contribué à la propagation d'épidémies. Après l'assèchement des marais, le parc devient approprié pour l'accueil de grands rassemblements. En 1809, lorsque Cracovie est incorporée au Grand-duché de Varsovie, Błonia sert de lieu pour la parade des troupes de Napoléon, organisée par le prince Jozef Poniatowski et le général Jean-Henri Dombrowski.
Aujourd'hui Błonia est un espace vert qui accueille souvent de grands évènements comme des concerts ou des spectacles. En plus du concert de Céline Dion du 28 juillet 2008, le lieu est connu pour les grandes messes célébrées par le Pape Jean-Paul II en 1979, 1983, 1987, 1997 et 2002, ainsi que par son successeur Benoît XVI en mai 2006, et par les célébrations qui s'y sont tenues à l'occasion des JMJ 2016 avec le Pape François.
En 2011 le pré a aussi été utilisé pour la promotion de l'industrie agroalimentaire de la région de Petite-Pologne, avec un troupeau de 150 moutons (transportés par camions sur plusieurs centaines de kilomètres) présents pendant un mois.